# أليكس وارنر
أليكس وارنر (بالإنجليزية: Alex Warner)‏ هو سياسي أمريكي، ولد في 11 نوفمبر 1942 في فاييتفيل في الولايات المتحدة. حزبياً، نشط في الحزب الديمقراطي. وقد انتخب عضو مجلس نواب كارولينا الشمالية.